# Jonas Elmer
Jonas Elmer född 14 mars 1966 i Danmark, dansk regissör, skådespelare och manusförfattare.

## Regi i urval
- Chilled in Miami (Renée Zellweger, Harry Connick Jr.)
- 2005 - Nynne
- 2001 - Monas värld
- 1997 - Let's Get Lost
- 1995 - Debut

## Filmografi roller i urval
- 1985 - Den kroniske Uskyld
- 1983 - Rocking Silver
- 1983 - Zappa
- 1981 - Historien om Kim Skov

## Filmmanus i urval
- 1997 - Let's Get Lost